# Nano (textredigerare)
Nano (eller GNU Nano) är en textredigerare primärt för UNIX-liknande operativsystem som använder ett kommandolinje-orienterat användargränssnitt. Den är en klon av Pico, men erbjuder en rad utökade funktionaliteter som Pico saknar. Programmet släpptes som fri programvara året 1999 av programmeraren Chris Allegretta, men blev på senare sikt integrerad i självaste GNU projektet.

## Historik
Nano är en klon av textredigeraren Pico. Utvecklingen av Nano påbörjades året 1999 under akronymen TIP (This Isn't Pico) av Chris Allegretta, hans mål var att skapa en komplett ersättare till Pico som både emulerar det användarvänliga gränssnittet och löser några av Picos problem, såsom den tidigare licensen med otydliga omdistributionsvillkor och avsaknaden av vissa funktionaliteter.
Den 10 januari, 2000 bytte TIP namn till Nano för undvika en konflikt med UNIX-verktyget tip. Namnet Nano är inspirerat av det Internationella måttenhetssystemet där prefixet nano är tusen gånger större än pico. År 2001 blev Nano en del av GNU-projektet.
Textredigeraren implementerar en rad olika funktionaliteter som dess föregångare Pico saknade, såsom syntaxmarkering, sökning och ersättning med reguljära uttryck, visning av radnummer, rad-för-rad skrollning, stöd för flera buffertar samt funktioner för ångra och revidera ändringar i en textfil.